# Kluky (Kutná Hora-i járás)
Kluky település Csehországban, a Kutná Hora-i járásban. Kluky Třebešice, Kutná Hora, Křesetice, Úmonín, Vodranty, Močovice és Souňov településekkel határos. Lakosainak száma 530 fő (2024. január 1.).

## Népesség
A település lakosságának változását az alábbi diagram mutatja:
| Lakosok száma | 1210 | 1244 | 1082 | 642  | 515  | 440  | 485  | 504  | 530  | 530  |
|               | 1869 | 1890 | 1921 | 1950 | 1980 | 2001 | 2017 | 2019 | 2022 | 2024 |